# Fijisch voetbalelftal (mannen)
Het Fijisch voetbalelftal vertegenwoordigt Fiji bij internationale wedstrijden. Het voetbal in Fiji wordt gedomineerd door de grote groep Fijiërs van Indiase komaf. Onder de autochtone bevolking is rugby de favoriete sport. In juli 2015, de maand dat het land op de FIFA-wereldranglijst zijn laagste positie ooit bereikte (199ste), kwalificeerde het olympisch elftal (Fiji –23) zich voor de Olympische Zomerspelen 2016 in Brazilië.

## Deelnames aan internationale toernooien

### Wereldkampioenschap
Op 3 mei 1981 speelt Fiji zijn eerste kwalificatiewedstrijd voor het wereldkampioenschap voetbal. In Suva speelt Fiji tegen Nieuw-Zeeland en verliest deze wedstrijd met 0–4. De eerste winst is op 6 juni als tegen Taiwan wordt gespeeld en gewonnen met 2–1. 
| Wereldkampioenschap voetbal overzicht | Wereldkampioenschap voetbal overzicht | Wereldkampioenschap voetbal overzicht | Wereldkampioenschap voetbal overzicht | Wereldkampioenschap voetbal overzicht | Wereldkampioenschap voetbal overzicht | Wereldkampioenschap voetbal overzicht | Wereldkampioenschap voetbal overzicht | Wereldkampioenschap voetbal overzicht |
| Jaar                                  | Ronde                                 | Wed.                                  | W                                     | G                                     | V                                     | DV                                    | DT                                    |                                       |
| ------------------------------------- | ------------------------------------- | ------------------------------------- | ------------------------------------- | ------------------------------------- | ------------------------------------- | ------------------------------------- | ------------------------------------- | ------------------------------------- |
| 1982                                  | Niet gekwalificeerd                   | Niet gekwalificeerd                   | Niet gekwalificeerd                   | Niet gekwalificeerd                   | Niet gekwalificeerd                   | Niet gekwalificeerd                   | Niet gekwalificeerd                   |                                       |
| 1986                                  | Geen deelname                         | Geen deelname                         | Geen deelname                         | Geen deelname                         | Geen deelname                         | Geen deelname                         | Geen deelname                         |                                       |
| 1990                                  | Niet gekwalificeerd                   | Niet gekwalificeerd                   | Niet gekwalificeerd                   | Niet gekwalificeerd                   | Niet gekwalificeerd                   | Niet gekwalificeerd                   | Niet gekwalificeerd                   |                                       |
| 1994                                  | Niet gekwalificeerd                   | Niet gekwalificeerd                   | Niet gekwalificeerd                   | Niet gekwalificeerd                   | Niet gekwalificeerd                   | Niet gekwalificeerd                   | Niet gekwalificeerd                   |                                       |
| 1998                                  | Niet gekwalificeerd                   | Niet gekwalificeerd                   | Niet gekwalificeerd                   | Niet gekwalificeerd                   | Niet gekwalificeerd                   | Niet gekwalificeerd                   | Niet gekwalificeerd                   |                                       |
| 2002                                  | Niet gekwalificeerd                   | Niet gekwalificeerd                   | Niet gekwalificeerd                   | Niet gekwalificeerd                   | Niet gekwalificeerd                   | Niet gekwalificeerd                   | Niet gekwalificeerd                   |                                       |
| 2006                                  | Niet gekwalificeerd                   | Niet gekwalificeerd                   | Niet gekwalificeerd                   | Niet gekwalificeerd                   | Niet gekwalificeerd                   | Niet gekwalificeerd                   | Niet gekwalificeerd                   |                                       |
| 2010                                  | Niet gekwalificeerd                   | Niet gekwalificeerd                   | Niet gekwalificeerd                   | Niet gekwalificeerd                   | Niet gekwalificeerd                   | Niet gekwalificeerd                   | Niet gekwalificeerd                   |                                       |
| 2014                                  | Niet gekwalificeerd                   | Niet gekwalificeerd                   | Niet gekwalificeerd                   | Niet gekwalificeerd                   | Niet gekwalificeerd                   | Niet gekwalificeerd                   | Niet gekwalificeerd                   |                                       |
| 2018                                  | Niet gekwalificeerd                   | Niet gekwalificeerd                   | Niet gekwalificeerd                   | Niet gekwalificeerd                   | Niet gekwalificeerd                   | Niet gekwalificeerd                   | Niet gekwalificeerd                   |                                       |
| 2022                                  | Niet gekwalificeerd                   | Niet gekwalificeerd                   | Niet gekwalificeerd                   | Niet gekwalificeerd                   | Niet gekwalificeerd                   | Niet gekwalificeerd                   | Niet gekwalificeerd                   |                                       |
| 2026                                  | Niet gekwalificeerd                   | Niet gekwalificeerd                   | Niet gekwalificeerd                   | Niet gekwalificeerd                   | Niet gekwalificeerd                   | Niet gekwalificeerd                   | Niet gekwalificeerd                   |                                       |

### Oceanisch kampioenschap
| Oceanisch kampioenschap voetbal overzicht | Oceanisch kampioenschap voetbal overzicht | Oceanisch kampioenschap voetbal overzicht | Oceanisch kampioenschap voetbal overzicht | Oceanisch kampioenschap voetbal overzicht | Oceanisch kampioenschap voetbal overzicht | Oceanisch kampioenschap voetbal overzicht | Oceanisch kampioenschap voetbal overzicht | Oceanisch kampioenschap voetbal overzicht |
| Jaar                                      | Ronde                                     | Wed.                                      | W                                         | G                                         | V                                         | DV                                        | DT                                        | Kwal                                      |
| ----------------------------------------- | ----------------------------------------- | ----------------------------------------- | ----------------------------------------- | ----------------------------------------- | ----------------------------------------- | ----------------------------------------- | ----------------------------------------- | ----------------------------------------- |
| 1973                                      | Groepsfase                                | 4                                         | 0                                         | 0                                         | 4                                         | 2                                         | 13                                        |                                           |
| 1980                                      | Vierde                                    | 4                                         | 2                                         | 0                                         | 2                                         | 11                                        | 9                                         |                                           |
| 1996                                      | Niet gekwalificeerd                       | Niet gekwalificeerd                       | Niet gekwalificeerd                       | Niet gekwalificeerd                       | Niet gekwalificeerd                       | Niet gekwalificeerd                       | Niet gekwalificeerd                       | Niet gekwalificeerd                       |
| 1998                                      | Derde                                     | 4                                         | 2                                         | 0                                         | 2                                         | 8                                         | 6                                         | (Kwal.)                                   |
| 2000                                      | Teruggetrokken (na kwalificatie)          | Teruggetrokken (na kwalificatie)          | Teruggetrokken (na kwalificatie)          | Teruggetrokken (na kwalificatie)          | Teruggetrokken (na kwalificatie)          | Teruggetrokken (na kwalificatie)          | Teruggetrokken (na kwalificatie)          | (Kwal.)                                   |
| 2002                                      | Groepsfase                                | 3                                         | 1                                         | 0                                         | 2                                         | 2                                         | 10                                        |                                           |
| 2004                                      | Vierde                                    | 5                                         | 1                                         | 1                                         | 3                                         | 3                                         | 10                                        | (Kwal.)                                   |
| 2008                                      | Derde                                     | 6                                         | 2                                         | 1                                         | 3                                         | 8                                         | 11                                        | (Kwal.)                                   |
| 2012                                      | Groepsfase                                | 3                                         | 0                                         | 2                                         | 1                                         | 1                                         | 2                                         |                                           |
| 2016                                      | Groepsfase                                | 3                                         | 1                                         | 0                                         | 2                                         | 4                                         | 6                                         |                                           |
| 2024                                      | Vierde                                    | 5                                         | 3                                         | 0                                         | 2                                         | 17                                        | 6                                         |                                           |

### Beker van Melanesië
| Beker van Melanesië overzicht | Beker van Melanesië overzicht | Beker van Melanesië overzicht | Beker van Melanesië overzicht | Beker van Melanesië overzicht | Beker van Melanesië overzicht | Beker van Melanesië overzicht | Beker van Melanesië overzicht | Beker van Melanesië overzicht |
| Jaar                          | Ronde                         | Wed.                          | W                             | G                             | V                             | DV                            | DT                            |                               |
| ----------------------------- | ----------------------------- | ----------------------------- | ----------------------------- | ----------------------------- | ----------------------------- | ----------------------------- | ----------------------------- | ----------------------------- |
| 1988                          | Kampioen                      | 3                             | 2                             | 1                             | 0                             | 11                            | 1                             |                               |
| 1989                          | Kampioen                      | 4                             | 3                             | 1                             | 0                             | 7                             | 2                             |                               |
| 1990                          | Derde                         | 4                             | 1                             | 3                             | 0                             | 2                             | 1                             |                               |
| 1992                          | Kampioen                      | 3                             | 2                             | 1                             | 0                             | 6                             | 3                             |                               |
| 1994                          | Tweede                        | 4                             | 3                             | 0                             | 1                             | 8                             | 4                             |                               |
| 1998                          | Kampioen                      | 4                             | 3                             | 1                             | 0                             | 8                             | 2                             |                               |
| 2000                          | Kampioen                      | 4                             | 3                             | 1                             | 0                             | 8                             | 2                             |                               |

## FIFA-wereldranglijst[4]
| 1993 | 1994 | 1995 | 1996 | 1997 | 1998 | 1999 | 2000 | 2001 | 2002 | 2003 | 2004 | 2005 | 2006 | 2007 | 2008 | 2009 | 2010 | 2011 | 2012 | 2013 | 2014 | 2015 | 2016 | 2017 | 2018 |
| ---- | ---- | ---- | ---- | ---- | ---- | ---- | ---- | ---- | ---- | ---- | ---- | ---- | ---- | ---- | ---- | ---- | ---- | ---- | ---- | ---- | ---- | ---- | ---- | ---- | ---- |
| 107  | 120  | 139  | 157  | 146  | 124  | 135  | 141  | 123  | 140  | 149  | 135  | 135  | 150  | 131  | 106  | 132  | 152  | 161  | 169  | 182  | 192  | 186  | 179  | 168  | 169  |

## Coaches
FFA · A-internationals · Fijisch vrouwenelftal
1950 – 1959 · 
1960 – 1969 · 
1970 – 1979 · 
1980 – 1989 · 
1990 – 1999 · 
2000 – 2009 · 
2010 – 2019 ·
2020 − 2029
Amerikaans-Samoa ·
Australië ·
China ·
Cookeilanden ·
Estland ·
Filipijnen ·
Hongkong ·
India ·
Indonesië ·
Maleisië ·
Mauritius ·
Mexico ·
Nieuw-Caledonië ·
Nieuw-Zeeland ·
Papoea-Nieuw-Guinea ·
Salomonseilanden ·
Samoa ·
Singapore ·
Tahiti ·
Taiwan ·
Tonga ·
Vanuatu